# Thirteenth Step
Thirteenth Step (с англ. — «Тринадцатый шаг») — второй студийный альбом американской рок-группы A Perfect Circle, выпущенный 16 сентября 2003 года лейблом Virgin Records. Термин «thirteenth step» заимствован у Анонимных алкоголиков, двенадцатишаговой программы по излечению от зависимости, и является разговорным термином, означающий «<…> когда более опытный член 12-ступенчатой группы — мужчина или женщина — заводит романтические отношения с новым членом группы».
Альбом хорошо продавался, заняв 2-е место в чарте Billboard 200 на премьерной неделе, продав более 231 000 копий и оставаясь в чартах в течение 78 недель. Альбом был сертифицирован RIAA как «золотой» 4 ноября 2003 года и как «платиновый» 24 марта 2006 года. С альбома были выпущены три сингла: «Weak and Powerless», который возглавил как Mainstream Rock Tracks, так и Modern Rock Tracks, за которыми последовали «The Outsider» и «Blue», которые также попали в соответствующие чарты.

## Предыстория и запись
Процесс написания песен группы сильно отличался от первого альбома группы Mer de Noms. С первым альбомом большая часть альбома была уже написана и записана в течение длительного периода времени гитаристом Билли Хауэрделом, ещё до того, как группа была собрана. Он записал его с вокалисткой женского пола, но после того, как инструментальный вокалист Мэйнард Джеймс Кинан услышал его и предложил спеть для материала, содержание было быстро доработано после добавления вокала Кинана и перезаписи барабанов с участником группы Джошем Фризом. С началом второго альбома группа обнаружила, что начинает всё сначала, без какого-либо материала вначале, за исключением песни «Vanishing», которая изначально должна была войти в первый альбом группы, но Хауэрдел не смог найти файл песни в студии, случайно назвав его «test». После окончательного восстановления композиции в 2001 году он был лишь слегка изменён для его окончательного выпуска, чтобы лучше соответствовать окончательному звучанию Thirteenth Step. Название песни «Vanishing» было насмешливым намёком на тот факт, что сама песня пропала.
Работа над альбомом началась, когда Кинан всё ещё гастролировал со своей другой группой Tool в поддержку их альбома 2001 года Lateralus. Хауэрдел написал бы бо́льшую часть музыки, в то время как Кинан написал бы бо́льшую часть текстов. Таким образом, Хауэрдел отправлял незавершённый инструментал, который он создавал, а Кинан писал тексты песен в перерывах между концертами, процесс, который они сочли эффективным, но в конечном счёте более сложным для баланса, чем они первоначально ожидали. Работа Кинана с Tool была не единственной причиной, задерживающей работу над альбомом, так как прогрессу также препятствовали другие изменения в составе, в том числе гитарист Трой Ван Леувен покидает группу, чтобы стать участником Queens of the Stone Age, а басистка Паз Леншантин уходит, чтобы стать участником супергруппы Zwan, что привело к тому, что их вклад в альбом был ограничен всего несколькими композициями. Леншантин заменит басист группы Marilyn Manson Джорди Уайт, в то время как Ван Леувена на альбоме заменит Дэнни Лонер, а позже Джеймс Иха для гастрольных целей, поскольку Иха фактически не выступал на альбоме.
Как только турне Tool закончилось, Кинан вернулся в студию, чтобы лично поработать с остальными участниками группы над альбомом. Сессии, как таковые, были отмечены гораздо бо́льшим сотрудничеством, особенно между Хауэрделом и Кинаном, теперь, когда Хауэрдел знал, кто его вокалист и какие идеи он поддержит. Иногда это также приводило к творческим разногласиям между ними; поскольку на этот раз Кинан участвовал в написании музыки Хауэрдела, он иногда вносил больше вклада в музыку, и оба иногда хотели двигаться в противоположных направлениях. Кинан, в частности, хотел отойти от общего хард-рокового звучания Mer de Noms, чувствуя, что повторение такого подхода было бы «излишним». Вместо этого он настаивал на более мягком звучании, уделяя больше внимания атмосфере и общей обстановке. И наоборот, Хауэрдел предпочитал более тяжёлые композиции, написанные в ожидании возвращения Кинана из Tool. Уайт, относительно новичок в группе, часто играл роль посредника между ними, будучи способным предложить взгляд на ситуацию со стороны.
Дэнни Лонер сыграл бо́льшую часть в создании композиции «The Noose», в то время как «The Package» был совместным проектом всей группы, который начался с того, что Хауэрдел сыграл основной гитарный рифф песни перед всеми.

## Концепция и темы
Я не думаю, что альбом предназначен специально для людей, которые проходят через выздоровление, хотя эта метафора абсолютно присутствует. Многие песни поются с точки зрения выздоровления: с точки зрения человека, который отрицает близкого человека, и с точки зрения самого наркотика — с точки зрения человека, который начинает понимать, что проблема существует, и человека, который готов с ней справиться.
Thirteenth Step — это концептуальный альбом, посвящённый различным аспектам и перспективам зависимости, а также выздоровлению от неё. Само название альбома является отсылкой к программе «12 шагов» анонимных алкоголиков. Ведущий вокалист и основной автор текстов группы Мэйнард Джеймс Кинан объяснил концепцию на DVD группы aMOTION, заявив следующее: 

Песни на Thirteenth Step по бо́льшей части посвящены различным процессам зависимости, поведенческим и химическим зависимостям, и каждая песня как бы поётся с другой точки зрения. У меня много друзей, которые прошли через множество подобных ситуаций. Некоторые песни поются с точки зрения настоящего наркомана, с точки зрения того, кто осознал, что у него есть проблема или трудности, а также с точки зрения человека, который понимает, что если он что-то не сделает, он умрёт, песня с точки зрения человека, который отрицает своего близкого, умирающего прямо у него на глазах. А в случае с «The Outsider» — там поётся с точки зрения человека, который вообще не понимает, через что проходит их друг, через что проходит их любимый человек, и они думают, что это больше похоже на вывих лодыжки; они могут просто проигнорировать этого.
Кинан, не боровшийся с зависимостью из первых рук, извлёк выгоду из того, что это случилось с окружающими его людьми, такими как Лейн Стейли, солист группы Alice in Chains, который умер в 2002 году из-за наркотической зависимости. Песня «The Package» написана с точки зрения наркомана, отчаянно нуждающегося в большем, в то время как «Blue» написана с точки зрения человека, которому трудно справиться с последствиями передозировки. Песня «Weak and Powerless» повествует о человеке, пытающемся преодолеть наркотическую зависимость. «The Noose» была написана в то время, когда все три продюсера (Билли Хауэрдел, Кинан и Дэнни Лонер) пережили потерю любимого человека в течение полутора лет с разницей друг от друга. Вследствие чего трое изо всех сил старались сделать песню «памятником» каждой из их соответствующих потерь, которые приводят к конфликту во время производства. Текст песни был вдохновлён встречей, на которой присутствовал Кинан, на которой выступающий обсуждал склонность других людей, находящихся в процессе выздоровления, быть несправедливо самодовольными: 

Он упомянул что-то о том, чтобы не позволить твоему нимбу задушить тебя до смерти, когда он соскользнёт с твоей шеи. Поэтому я схватил карандаш, записал это и сказал Билли, что у меня есть идея для песни. <…> Это действительно мощная вещь для человека — вернуться с края смерти и снова стать человеком. Эти люди — очень впечатляющие выжившие, но некоторые из них склонны носить это как своего рода корону и забывать о зверствах, которые они совершили.
«The Nurse Who Loved Me» — кавер-версия песни группы Failure, первоначально вошедшей в альбом 1996 года Fantastic Planet. В песне описывается наркоман, влюбляющийся в медсестру, отчасти потому, что он видит в ней источник наркотических средств. Спокойный и блаженный тон песни контрастирует с хаотической энергией следующей песни альбома «Pet». Хоть альбом написан с другой точки зрения относительно жизни и опыта наркомана, композиция «Pet», по-видимому, с точки зрения самого наркотика, заманивающего наркомана и изолирующего его от друзей и семьи.

## Выпуск и продвижение
Альбом был выпущен 16 сентября 2003 года и дебютировал под номером 2 в чартах Billboard 200 с 231 000 проданных копий. С альбома были выпущены три сингла «Weak and Powerless», который возглавил как Mainstream Rock Tracks, так и Modern Rock Tracks, «The Outsider» и «Blue». «Weak and Powerless» и «The Outsider» также сумели попасть в основные форматы поп-радио, причём два из них заняли 61-е и 79-е места соответственно в чартах Billboard Hot 100. Альбом был сертифицирован RIAA как «платиновый» в начале 2006 года.
Тур в поддержку альбома начался в США в июле 2003 года и продолжался до конца года, а в сентябре состоялся краткий европейский этап тура с Deftones по Европе. Дэнни Лонер, который не мог посвятить себя гастролям на постоянной основе, был заменён бывшим гитарист The Smashing Pumpkins Джеймсом Иха. В январе 2004 года группа покинула страну, чтобы выступить с концертами в Европе, Австралии, Новой Зеландии и Японии. Они отправились обратно в США в марте и завершили турне в июне, в общей сложности около года гастролей подряд. Незадолго до президентских выборов 2004 года группа выпустила альбом eMOTIVe, сборник кавер-версий песен на военно-политическую тематику, в котором содержалась песня «Counting Bodies Like Sheep», которая была переосмыслением трека «Pet», и альбом ремиксов под названием aMOTION, который содержал ремикшированные версии песен с их трёх альбомов, включая три сингла с Thirteenth Step.

## Отзывы критиков
| Совокупная оценка    | Совокупная оценка |
| Источник             | Оценка            |
| -------------------- | ----------------- |
| Metacritic           | 74/100            |
| Оценки критиков      |                   |
| Источник             | Оценка            |
| AllMusic             | [ 25 ]            |
| Alternative Press    | [ 26 ]            |
| Drowned in Sound     | (8/10)            |
| E! Online            | B+                |
| Entertainment Weekly | [ 28 ]            |
| Kludge               | (6/10)            |
| Mojo                 | [ 30 ]            |
| Q                    | [ 31 ]            |
| Rolling Stone        | [ 32 ]            |
| Spin                 | [ 3 ]             |

Реакция СМИ на Thirteenth Step в целом была благоприятной; агрегирующий веб-сайт Metacritic сообщил о рейтинге в 74 процента, основанном на 11 критических отзывах. AllMusic сильно похвалил альбом за «звучание музыкальной и лирической зрелости, которая обычно не проявляется до третьего или четвертого альбомов группы», и пришёл к выводу, что «лирически, музыкально, звучно — Thirteenth Step является положительным доказательством того, что в мейнстрим-роке осталось много жизни и видения».
Ник Коуэн из Drowned in Sound положительно отозвался об альбоме, отметив также изменения в составе группы, которые, с его слов, пошли на пользу: «Thirteenth Step лучше, чем дебют Mer de Noms, благодаря нескольким изменениям. Звук стал чётче, группа звучит плотнее; и бас Уайта является большей движущей силой, чем когда-либо был у Леншантин; он является машинным отделением в нескольких композициях, особенно на „The Package“ и „Pet“. Тем не менее, поклонники первого альбома будут рады узнать, что APC также удалось сохранить то, что сработало в прошлый раз — слух Хауэрдела к навязчивым мелодиям по-прежнему силён, как никогда, и благодаря этому Кинан демонстрирует свой удивительный голос на протяжении всего альбома».
Мариса Бардах, рецензент журнала Kludge, похвалила звучание альбома, отметив его концепт и звучание: «в индустрии, где так много артистов совершенствуют свой блеск и гламурный имидж, APC выделяется как группа, посвящённая концептуализации и написанию музыки, которая требует огромного труда и мастерства. Каждая скрипка и гитара подобраны с нарочитой деликатностью, каждое слово выбрано намеренно, чтобы вызвать эмоцию, обычно печаль или горечь, придавая Thirteenth Step вид марша несущего гроб: напряжённый, но в то же время чрезвычайно уважительный».

## Список композиций
Все тексты написаны Мэйнардом Джеймсом Кинаном, вся музыка написана Билли Хауэрделом, за исключением отмеченных.
| №                   | Название                                    | Музыка                                                              | Длительность |
| ------------------- | ------------------------------------------- | ------------------------------------------------------------------- | ------------ |
| 1.                  | «The Package»                               |                                                                     | 7:40         |
| 2.                  | «Weak and Powerless»                        |                                                                     | 3:15         |
| 3.                  | «The Noose»                                 |                                                                     | 4:53         |
| 4.                  | «Blue»                                      |                                                                     | 4:13         |
| 5.                  | «Vanishing»                                 |                                                                     | 4:51         |
| 6.                  | «A Stranger»                                |                                                                     | 3:12         |
| 7.                  | «The Outsider»                              |                                                                     | 4:06         |
| 8.                  | «Crimes»                                    | Мэйнард Джеймс Кинан, Билли Хауэрдел, Джорди Уайт, Джош Фриз        | 2:34         |
| 9.                  | «The Nurse Who Loved Me» (кавер на Failure) | Кен Эндрюс, Грег Эдвардс                                            | 4:04         |
| 10.                 | «Pet»                                       |                                                                     | 4:34         |
| 11.                 | «Lullaby»                                   |                                                                     | 2:01         |
| 12.                 | «Gravity»                                   | М. Дж. Кинан, Б. Хауэрдел, Трой Ван Леувен, Паз Леншантин, Дж. Фриз | 5:08         |
| Общая длительность: | Общая длительность:                         | Общая длительность:                                                 | 50:37        |

## Участники записи
| A Perfect Circle - Мэйнард Джеймс Кинан — вокал, испольнительный продюсер, арт-директор - Билли Хауэрдел — бэк-вокал, соло-гитара, производство, инженер - Трой Ван Леувен — ритм-гитара («The Package», «Vanishing» и «Gravity») - Дэнни Лонер — ритм-гитара («The Noose»), производство - Паз Леншантин — скрипка («Gravity») - Джорди Уайт — бэк-вокал («Blue»), бас-гитара - Джош Фриз — барабаны Приглашённые музыканты - The Section Quartet — струнные («The Nurse Who Loved Me» и «A Stranger») - Джарбо — вокал («The Noose» и «Lullaby») - Дево Г. Кинан — бэк-вокал («Pet») - К. Патрик Уоррен — инструментовка («The Nurse Who Loved Me») - Джон Брайон — инструментовка («The Nurse Who Loved Me») | Производственный персонал - Стив Дуда — инженер - Энди Уоллес — сведение - Дин Карр — фотограф - Стивен Р. Гилмор — арт-директор, дизайн, художественное оформление |

## Позиции в чартах и сертификации
| Чарт (2003)                         | Высшая позиция |
| ----------------------------------- | -------------- |
| Австралия (ARIA)                    | 3              |
| Австрия (Ö3 Austria)                | 33             |
| Бельгия/Фландрия (Ultratop)         | 44             |
| Бельгия/Валлония (Ultratop)         | 32             |
| Канада (Canadian Albums Chart)      | 1              |
| Дания (Hitlisten)                   | 24             |
| Нидерланды (Album Top 100)          | 17             |
| Финляндия (Suomen virallinen lista) | 16             |
| Франция (SNEP)                      | 41             |
| Германия (Offizielle Top 100)       | 11             |
| Ирландия (IRMA)                     | 27             |
| Италия (Classifica album)           | 11             |
| Новая Зеландия (RMNZ)               | 1              |
| Норвегия (VG-lista)                 | 7              |
| Португалия (AFP)                    | 19             |
| Шотландия (Scottish Albums Chart)   | 33             |
| Швеция (Sverigetopplistan)          | 17             |
| Швейцария (Schweizer Hitparade)     | 77             |
| Великобритания (UK Albums Chart)    | 37             |
| США (Billboard 200)                 | 2              |

| Чарт (2003)         | Позиция |
| ------------------- | ------- |
| США (Billboard 200) | 141     |

| Год  | Сингл                | Чарт                   | Позиция в чарте |
| ---- | -------------------- | ---------------------- | --------------- |
| 2003 | «Weak and Powerless» | The Billboard Hot 100  | 61              |
| 2003 | «Weak and Powerless» | Mainstream Rock Tracks | 1               |
| 2003 | «Weak and Powerless» | Modern Rock Tracks     | 1               |
| 2004 | «The Outsider»       | The Billboard Hot 100  | 79              |
| 2004 | «The Outsider»       | Mainstream Rock Tracks | 3               |
| 2004 | «The Outsider»       | Modern Rock Tracks     | 5               |
| 2004 | «Blue»               | Mainstream Rock Tracks | 19              |
| 2004 | «Blue»               | Modern Rock Tracks     | 21              |

| Страна                 | Сертификат     |
| ---------------------- | -------------- |
| Великобритания (BPI)   | 1 × серебряный |
| США (RIAA)             | 1 × платиновый |
| Австралия (ARIA)       | 1 × золотой    |
| Канада (MC)            | 1 × золотой    |
| Новая Зеландия (RIANZ) | 1 × золотой    |